# Pingliang
Pingliang (平凉 ; pinyin : Píngliàng) est une ville de la province du Gansu en Chine.

## Démographie
La population de la préfecture était estimée à 2 200 000 habitants en 2004, et celle de la ville de Pingliang à 110 483 habitants en 2007.

## Subdivisions administratives
La ville-préfecture de Pingliang exerce sa juridiction sur sept subdivisions - un district et six xian :
- le district de Kongtong - 崆峒区 Kōngtóng Qū ;
- le xian de Jingchuan - 泾川县 Jīngchuān Xiàn ;
- le xian de Lingtai - 灵台县 Língtái Xiàn ;
- le xian de Chongxin - 崇信县 Chóngxìn Xiàn ;
- le xian de Huating - 华亭县 Huátíng Xiàn ;
- le xian de Zhuanglang - 庄浪县 Zhuānglàng Xiàn ;
- le xian de Jingning - 静宁县 Jìngníng Xiàn.